# Fight Club (romance)
Fight Club é um romance de 1996 de Chuck Palahniuk. Segue-se as experiências de um protagonista sem nome, lutando contra a insônia. Inspirado pela observação exasperada de seu médico de que a insônia não é sofrimento, o protagonista encontra alívio por representar uma pessoa gravemente doente em vários grupos de apoio. Em seguida, ele encontra um homem misterioso chamado Tyler Durden e criam um clube de luta clandestino.
Em 1999, o diretor David Fincher adaptou o romance em um filme de mesmo nome, estrelado por Brad Pitt e Edward Norton. O filme se tornou cult, apesar da bilheteria menor do que o resultado esperado. A proeminência do filme aumentou o perfil do romance e o de Palahniuk. A sequência Fight Club 2 foi lançada em forma de revista em quadrinhos, em maio de 2015.

## Enredo
Fight Club centra em um narrador anônimo, que trabalha como um reparador de produtos especializados para uma empresa de carros sem nome. Por causa do estresse do seu trabalho e o jet lag de sua viagens frequentes de negócios, ele começa a sofrer recorrentemente de insônia. Quando ele procura tratamento, o seu médico o aconselha a visitar algum grupo de apoio para "ver o que é um sofrimento real". Ele descobre que partilhar os problemas dos outros—apesar de não ter o câncer de testículo—ajuda a aliviar sua insônia.
O tratamento exclusivo do narrador funciona até encontrar Marla Singer, uma outra "turista" que visita o grupo de apoio sob falsos pretextos. Ele possivelmente se perturbou com a presença de Marla lembrando ao narrador que ele é um faker que não pertence ao grupo. Ele começa a odiar Marla por parar suas insônias. Depois de um confronto, os dois concordam em participar separados das reuniões do grupo de apoio para se evitarem. A trégua é desconfortável, e a insônia do narrador retorna.
Enquanto em uma praia de nudismo, o narrador encontra Tyler Durden, um carismático extremista e misterioso. Depois de uma explosão destruir o condomínio do narrador, ele pede para ficar na casa de Tyler. Tyler concorda, mas pede algo em troca: "eu quero que você me bateu tão forte quanto você puder." Ambos gostaram da luta fora do bar. Posteriormente começam a morar juntos, e criam um "clube da luta".

## História
Palahniuk uma vez teve uma briga durante o acampamento, e, apesar de ter retornado ao trabalho machucado e inchado, seus colegas de trabalho evitaram perguntar-lhe o que aconteceu na viagem de acampamento. Sua relutância para saber o que aconteceu em sua vida particular ele se inspirou para escrever o Clube da Luta.
Em 1995, Palahniuk se juntou a um grupo de escrita baseado em Portland que praticava uma técnica chamada "escrita perigosa". Esta técnica, desenvolvida pelo autor norte-Americano Tom Spanbauer, enfatiza o uso de prosa minimalista, e o uso de dolorosas experiências pessoais para a inspiração. Na influência de Spanbauer, Palahniuk produziu um rascunho inicial do que mais tarde se tornaria o seu romance Invisible Monsters (1999), mas foi rejeitada por todos os editores que ele enviou. Palahniuk, em seguida, decide escrever um romance ainda mais obscuro, Expandindo sua breve história, "Fight Club". Inicialmente Clube da Luta foi publicado como uma história curta de sete páginas na compilação Pursuit of Happiness (1995), mas Palahniuk expandiu para romance (em que a história original se tornou o capítulo seis); Fight Club: A Novel  foi publicado em 1996.

## Adaptações
Além do filme, uma fase de adaptação por Dylan Yates foi realizada em Seattle e em Charlotte, Carolina do Norte. Em 2004, o trabalho começou como uma adaptação de teatro musical de Palahniuk, Fincher, e Trent Reznor, para estreia do 10º aniversário do filme. Em 2015, o projeto ainda estava em desenvolvimento, com Julie Taymor tendo sido adicionada para a equipe criativa.

## Personagens

### Narrador
Uma figura de um homem moderno como um funcionário especializado em revisar carros para uma empresa sem nome, o Narrador - que permanece sem nome em todo o romance - é extremamente deprimido e sofre de insônia. Alguns leitores o chamam de "Jack", por causa de seu constante uso do nome em tais declarações como, "eu sou Jack ponto de ebulição". As aspas, "eu sou Jack [em branco]", referencia a leitura do Narrador dos artigos antigos do Reader s Digest em que órgãos humanos escrever sobre si na primeira pessoa, com títulos tais como "eu Sou o Joe do Fígado". A adaptação para o cinema substitui o "Joe" com "Jack", inspirando alguns fãs para chamar o Narrador de "Jack". No romance e filme, o Narrador utiliza vários aliases em grupos de apoio. Seu subconsciente está na necessidade de um sentimento de liberdade, ele inevitavelmente se sente preso dentro de seu próprio corpo, e quando foi introduzida a Tyler Durden, ele começa a ver todas as qualidades que ele não tem em si próprio: "eu amo tudo sobre Tyler Durden, sua coragem, sua inteligência e seu nervo. Tyler é engraçado e forte e independente, e os homens olham para ele e esperar que ele para mudar o mundo. Tyler é capaz e livre, e eu não sou." Na sequela oficial em quadrinhos também escritas por Palahniuk (com arte por Cameron Stewart), Clube da Luta 2, é revelado que o Narrador escolheu ser identificado pelo nome de Sebastian.

### Tyler Durden
"Por sua natureza", Tyler faz trabalhos noturnos onde ele sabota empresas e prejudica clientes. Ele também roubava a gordura humana das clínicas de lipoaspiração para complementar sua renda através de fabricação de sabão e criar os ingredientes para a fabricação de bombas, que foi posto em prática mais tarde com seu clube de luta. Ele é o co-fundador do Fight Club, pois foi sua ideia instigar a luta que levou a isso. Mais tarde ele lança Project Mayhem, do qual ele e os membros cometeram vários ataques contra o consumismo. Tyler é loiro, de acordo com o comentário do Narrador "em seu modo todo-loiro". O Tyler, não desenfreado, mas magnético, torna-se o antagonista do romance mais tarde na história. O Narrador refere-se a Tyler como um espírito livre que diz: "Deixe o que não importa realmente deslizar".

### Marla Singer
Uma mulher a quem o Narrador se encontra durante um grupo de apoio. O Narrador já não recebe a mesma libertação dos grupos quando percebe que Marla está fingindo ter problemas exatamente como ele faz. Depois que ele sai dos grupos, Ele encontra-se novamente com ela quando ela se torna amante de Tyler. Marla é mostrada como uma mulher extremamente descuidada, indiferente e às vezes até suicida. Às vezes, ela mostra um lado mais suave e mais atencioso.

### Robert "Big Bob" Paulsen
O Narrador conhece Bob em um grupo de apoio ao câncer testicular. Um antigo fisiculturista, Bob perdeu seus testículos ao câncer causado pelos esteroides que ele usava para aumentar seus músculos. Ele teve que se submeter a injeções de testosterona, resultando em aumento de estrogênio. O aumento dos níveis de estrogênio levou-o a crescer grandes seios e a desenvolver uma voz mais suave. Por causa de seus "peitões", Bob é o único membro conhecido que tem permissão para usar uma camisa. O Narrador faz amizade com Bob e, depois de deixar os grupos, o encontra novamente no Clube de Luta. A morte de Bob mais tarde na história, ao realizar uma tarefa para o Projeto Mayhem, faz com que o Narrador se volte contra a Tyler porque os membros do Projeto Mayhem tratam isso como uma questão trivial em vez de uma tragédia.

### Angel Face
Um homem que se junta ao Fight Club. Ele é muito leal ao Projeto Mayhem, rindo que ele e um grupo de "macacos espaciais" do vandalismo que ele e outros causaram como seus crimes aparecem nas notícias da noite. Angel Face é considerado muito bonito, daí o nome dele. Ele sofre um golpe selvagem nas mãos do Narrador durante uma sessão do Clube de Luta; O Narrador afirma que "queria destruir algo bonito." A próxima vez que Angel Face é ouvido no romance, ele é descrito como não sendo tão bonito quanto mais. Considerando que, no livro, é a batida excessiva que desencadeia a base do Projeto Mayhem (o Clube de Luta já não é uma saída suficiente) no filme, o espancamento parece ser causado principalmente pelo ciúme do Narrador.

## Recepção
No momento da sua publicação, Fight Club foi bem recebido pela crítica.  Foi chamado de "brilhantemente assustador" por The Washington Post e "perturbador e nervoso" por The Seattle Times.  The Baltimore Sun Elogiou sua própria publicação, afirmando: "bravo para Norton por ter coragem de publicá-lo".  Para muitos críticos, "Fight Club" é considerado a encarnação do estilo de escrita de Palahniuk e preocupações temáticas.
Após a sua adaptação cinematográfica, o romance ganhou popularidade entre jovens leitores americanos masculinos. Os críticos atribuíram a popularidade do Fight Club com essa plateia a sua crítica de uma cultura emancipadora e consumista, e à mensagem implícita de que os homens modernos precisam reverter para a sua primordial, natureza agressiva.

## Prêmios
O Romance ganhou os seguinte prêmios:
- O Prêmio 1997 Pacific Northwest Booksellers Association[14]
- O Prêmio Oregon Book 1997 para o melhor romance[15]

## Sequência
Palahniuk estava convencido de continuar o Clube de Luta em forma de quadrinhos pelo colega novelista Chelsea Cain e escritores de quadrinhos Brian Michael Bendis, Matt Fraction e Kelly Sue DeConnick.
Um teaser foi lançado pela Dark Horse Comics para Free Comic Book Day 2015, com Fight Club 2 #1 pra o final de maio do mesmo ano. A série explora o conceito de "segundo pai" de Joseph Campbell como sendo vital pra jornada do héroi, que é algo que sempre fascinou Palahniuk.
No podcast Orbital In Conversation, Chuck afirmou que ele já está trabalhando no Fight Club 3, que também estará em forma de quadrinhos. Ele também confirmou que ele está trabalhando em uma série de histórias curtas e originais para quadrinhos que aparecerão como one-shots antes de serem eventualmente coletados em um único livro.

## Prequel
Excursion é uma pré-história de curta história para Fight Club, lançada em Make Something Up: Stories You Can't Unread de Palahniuk.

## Leitura complementar
- Goodlad, Lauren M. E. «Men in Black: Androgyny and Ethics in Fight Club and The Crow». Goth: Undead Subculture. [S.l.: s.n.] ISBN 978-0-8223-3921-2
- 44. ISSN 0022-3840. doi:10.1111/j.1540-5931.2011.00850.x
- 12. ISSN 1060-8265

## Ligações Externas
- Chuck Palahniuk.Net seção para o Clube da Luta
- Clube da luta na pesquisa de Livros do Google